# Tata Lázaro, Tabasco
Tata Lázaro är en ort i Mexiko.   Den ligger i kommunen Tenosique och delstaten Tabasco, i den sydöstra delen av landet, 900 km öster om huvudstaden Mexico City. Tata Lázaro ligger 53 meter över havet och antalet invånare är 115.
Terrängen runt Tata Lázaro är platt åt nordost, men åt sydväst är den kuperad. Runt Tata Lázaro är det ganska glesbefolkat, med 26 invånare per kvadratkilometer. Närmaste större samhälle är Tenosique de Pino Suárez, 15,6 km väster om Tata Lázaro. Trakten runt Tata Lázaro består till största delen av jordbruksmark.